# 바리 광역시

바리 광역시의 위치

바리 광역시(이탈리아어: Città Metropolitana di Bari)는 이탈리아 풀리아주에 위치한 광역시로 중심 도시는 바리이며 면적은 3,825km2, 인구는 1,261,954명(2013년 기준), 인구 밀도는 330명/km2이다. 2015년 1월 1일을 기해 실시된 행정 구역 개편에 따라 바리현에서 바리 광역시로 개편되었다.

## 같이 보기
- 바리도